# Aitor Pérez
Aitor Pérez Arrieta (født 24. juli 1977 i Zegama, Baskerlandet) er en spansk tidligere professionel cykelrytter.